# جويل هوستون
جويل هوستون (بالإنجليزية: Joel Houston)‏ هو كاتب أغاني ومغني أسترالي، ولد في 19 سبتمبر 1979 في بريزبان في أستراليا.

## روابط خارجية
- جويل هوستون على موقع ميوزك برينز (الإنجليزية)
- جويل هوستون على موقع ديسكوغز (الإنجليزية)